# شورلت سایتیشن
شورلت سایتیشن (به انگلیسی: Chevrolet Citation) خودرویی است که در سال‌های ۱۹۸۰ تا ۱۹۸۵در اکلاهوما سیتی، ایالات متحده آمریکا تولید شده‌است. طراحی آن موتور جلو-محور جلو بوده است. سیستم جعبه‌دندهٔ آن ۴ دنده به دو صورت خودکار و دستی است.